# Годдар, Полетт
По́летт Го́ддар (англ. Paulette Goddard, урождённая Марион Полин Леви (англ. Pauline Marion Levy); 3 июня 1910[…], Куинс, Нью-Йорк — 23 апреля 1990[…], Ронко сопра Аскона, Тичино) — американская актриса, танцовщица, продюсер, номинант на премию «Оскар» в 1944 году. Жена Чарльза Чаплина в 1936—1942 (фактически в 1932—1940), Эриха Марии Ремарка (с 1958 года до смерти Ремарка в 1970 году).

## Биография
Полетт Годдард (урождённая Марион Полин Леви) родилась в Нью-Йорке 3 июня 1910 года в семье Джозефа Рассела Леви, производителя сигар из Солт-Лейк-Сити, и Альты Мэй Годдард. В 1926 году её родители развелись, и мать, во избежание борьбы за опеку над дочерью, вместе с ней покинула город. Они часто меняли место жительства, поэтому Полетт Годдард не встречалась с отцом до 1930-х годов, когда она начала обретать популярность. Более того, в 1938 году, в интервью журналу «Collier’s Weekly», она сообщила, что Джозеф Леви не был её биологическим отцом. Так начался суд о нанесении морального ущерба имиджу Джозефа Леви. Спустя семь лет, суд закончился тем, что актриса была вынуждена признать неправоту и выплачивать отцу по 35$ в неделю, об этом она рассказала в интервью журналу «Life».
Профессиональная карьера Полетт началась рано. Универсальный магазин «Сакс, Пятая Авеню» пригласил девочку демонстрировать детскую одежду. В 15 лет она стала танцовщицей в эстрадном ревю Зигфелда (меняя своё имя на Полетт). Девушки, работавшие у Зигфелда, довольно часто находили себе богатых поклонников и мужей, и Полетт не стала исключением: уже через год она встретила богатого промышленника Эдгара Джеймса. Но брак продержался недолго, в 1929 году супруги развелись; бракоразводный процесс принёс Полетт 375 тысяч долларов.
На полученные после развода средства Полетт купила машину, дорогие парижские туалеты и вместе с матерью отправилась в Голливуд. Поначалу ей приходилось довольствоваться скромной ролью статистки, но парижские наряды и дорогие украшения, в которых она приходила на съёмки, будучи участницей массовки, вскоре сделали своё дело — на неё стали обращать внимание. Первым из её покровителей стал режиссёр Хэл Роуч, затем Джо Шенк — президент киностудии United Artists (одним из основателей которой был Чарльз Чаплин, с которым Полетт познакомилась на яхте Шенка в 1932 году, когда он уже стал легендой немого кинематографа).

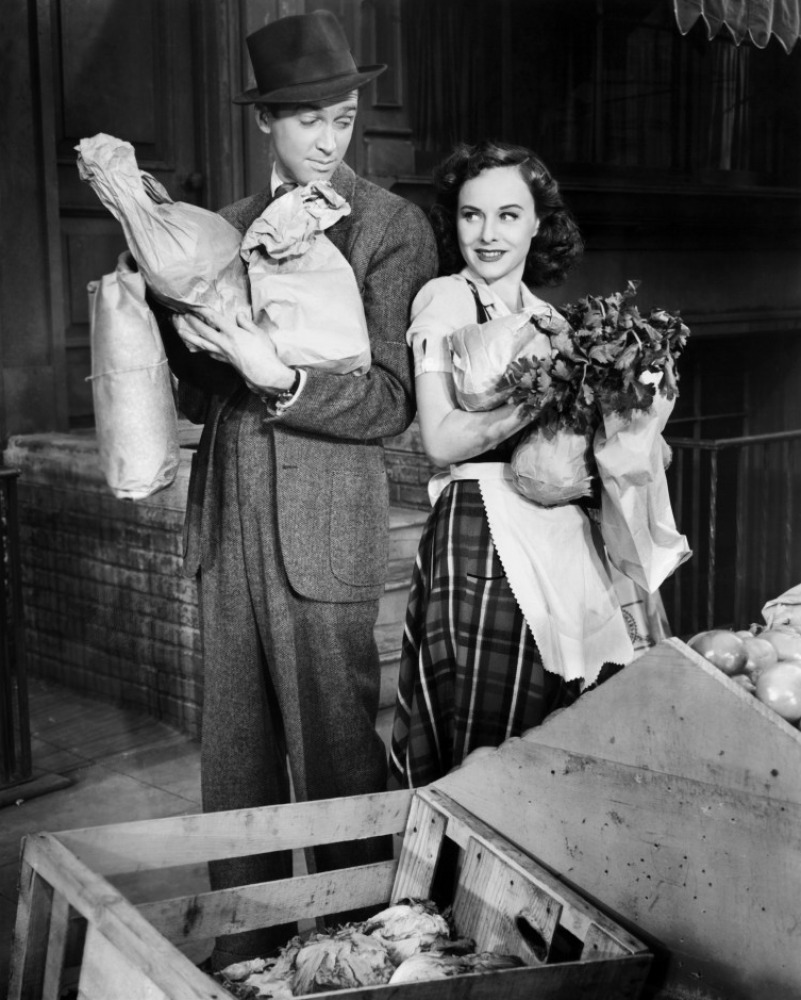
С Джеймсом Стюартом в фильме «Горшок золота» (1941)

Чаплин влюбился в Полетт и два года спустя женился на ней. Церемония бракосочетания состоялась на яхте в открытом море. Чарльз старался не афишировать их брак, но Полетт не разделяла его мнения на этот счёт. Поэтому сразу же после бракосочетания она переехала в дом Чаплина, завела дружбу с его сыновьями, которые её обожали, и на правах хозяйки принимала гостей.
В 1939 году Александр Корда, известный режиссёр, которого в СССР знали по фильмам «Леди Гамильтон» и «Багдадский вор», предложил Чаплину снять антинацистскую сатирическую ленту «Великий диктатор». В «Великом диктаторе» в роли Ханны (имя матери Чаплина) Чарльз снял Полетт. Сам же он сыграл роли двойников — фюрера Хинкеля (пародия на Гитлера) и скромного парикмахера-еврея. Фильм вышел на экраны осенью 1940 года и был с успехом принят публикой. На премьере Чаплин впервые вслух назвал Полетт своей женой, а после они оба получили приглашение в Белый дом, на аудиенцию к президенту Рузвельту.
Однако к тому времени брак был уже обречён. Ссоры, продолжавшиеся последние три года, уже не оставляли сомнений в неизбежности развода. На момент расставания с Чаплином Полетт было чуть больше 30. Развелись супруги без взаимных разоблачений и громких скандалов. Их последняя встреча произошла в 1971 году, когда 82-летний Чаплин приехал из Европы на церемонию вручения «Оскара». Полетт назвала Чаплина своим «дорогим бэби» и поцеловала в щеку, в ответ на что он её ласково обнял. После развода с Чаплином Полетт вышла замуж за актёра Бёрджесса Мередита, с которым снималась в фильме «Дневник горничной» и нескольких других фильмах, но в 1949 года после войны они тоже развелись.
Наиболее известные роли Полетт сыграла в фильмах Чарли Чаплина «Новые времена» (1936) и «Великий диктатор» (1940). В фильме «Унесённые ветром» должна была сыграть роль Скарлетт О’Хара, но контракт был отменён из-за неясности наличия зарегистрированного брака с Чаплином.
В 1950-е годы её карьера пошла на убыль. В 1958 году Годдар вышла замуж за Ремарка и переселилась в Гштад в Швейцарии, недалеко от места проживания своего бывшего мужа Чарли Чаплина (хотя, как она вспоминает, они не часто виделись: «Мы живём на разных горах»).
Полетт скончалась в 1990 году в Швейцарии в муниципалитете Ронко-сопра-Аскона от эмфиземы в преддверии своего 80-го юбилея.

## Избранная фильмография
| Год  |   | Русское название               | Оригинальное название      | Роль                                 |
| ---- | - | ------------------------------ | -------------------------- | ------------------------------------ |
| 1929 | ф | На верхней полке               | Berth Marks                | пассажирка поезда                    |
| 1933 | ф | Скандал в Риме                 | Roman Scandals             | жительница трущоб / девушка Голдуина |
| 1936 | ф | Новые времена                  | Modern Times               | девчушка                             |
| 1938 | ф | Молодой сердцем                | The Young in Heart         | Лесли Сондерс                        |
| 1939 | ф | Женщины                        | The Women                  | Мириам Ааронс                        |
| 1939 | ф | Кот и канарейка                | The Cat and the Canary     | Джойс Норман                         |
| 1940 | ф | Охотники за привидениями       | The Ghost Breakers         | Мэри Картер                          |
| 1940 | ф | Великий диктатор               | The Great Dictator         | Ханна                                |
| 1940 | ф | Северо-западная конная полиция | North West Mounted Police  | Лаветт Корбо                         |
| 1940 | ф | Второй хор                     | Second Chorus              | Эллен Миллер                         |
| 1941 | ф | Задержите рассвет              | Hold Back the Dawn         | Анита Диксон                         |
| 1942 | ф | Пожнёшь бурю                   | Reap the Wild Wind         | Локси Клэйборн                       |
| 1943 | ф | Сквозь горе, тоску и утраты    | So Proudly We Hail!        | лейтенант Джоан О’Дул                |
| 1945 | ф | Китти                          | Kitty                      | Китти                                |
| 1946 | ф | Дневник горничной              | The Diary of a Chambermaid | Селестин                             |
| 1947 | ф | Непобеждённый                  | Unconquered                | Эбби                                 |
| 1947 | ф | Идеальный муж                  | An Ideal Husband           | миссис Лора Чевели                   |
| 1949 | ф | Невеста мести                  | Bride of Vengeance         | Лукреция Борджиа                     |
| 1949 | ф | Анна Лукаста                   | Anna Lucasta               | Анна Лукаста                         |
| 1952 | ф | Малышки в Багдаде              | Babes in Bagdad            | Кира                                 |
| 1953 | ф | Полиция нравов                 | Vice Squad                 | Мона Росс                            |
| 1953 | ф | Грехи Иезавели                 | Sins of Jezebel            | Иезавель                             |